# Illuminati (juego)
Illuminati es un juego de cartas (juego de baraja de colección) creado por el estadounidense Steve Jackson en 1982. Premiado con el Premio Origins en el año 1983 como Mejor juego de mesa de ciencia ficción. Illuminati consiste en que cada jugador es uno de los grandes grupos de conspiración del mundo, tales como los Illuminati, La Sociedad de la Discordia, Los Gnomos de Zúrich, etc. Durante el juego todos los jugadores irán sumando a su red o zona de juego grupos representados por más cartas con las que hacerse más poderosos y alcanzar su objetivo de victoria, que es diferente para cada grupo de conspiración.
La gran mayoría de cartas del juego hacen crítica de la sociedad estadounidense con grandes dosis de humor y juegos de palabras. Muchos de los dibujos esconden multitud de detalles y bromas.

## Expansiones
Illuminati cuenta con varias expansiones con tres sets de expansión y una reedición llamada Deluxe Edition, con cartas a color, por parte de Steve Jackson Games, estas expansiones añaden más cartas y reglas al juego principal
Expansiones de la primera edición (1982)
- Illuminati Expansion set 1 (1983)
- Illuminati Expansion set 2 (1983)
- Illuminati Expansion set 3 (1985)

Expansiones para la Illuminati Deluxe Edition (1987)
- Illuminati: Y2K (1999)
- Illuminati: Brainwash (2001)
- Illuminati: Bavarian Fire Drill (2007)
- Illuminati: Mutual Assured Distraction (2010)

## Inspiración
Illuminati, el juego de las conspiraciones, está basado en la trilogía de libros The Illuminatus! de Robert Anton Wilson y Robert Joseph Shea. Debido a los problemas legales y a la complejidad de llevar un libro como ese a un juego, se decidió en basar más el concepto en todo ese mundo de conspiraciones más que una adaptación fiel a los libros